# Hodoș (Brestovăț), Timiș
Hodoș este un sat în comuna Brestovăț din județul Timiș, Banat, România.

## Legături externe

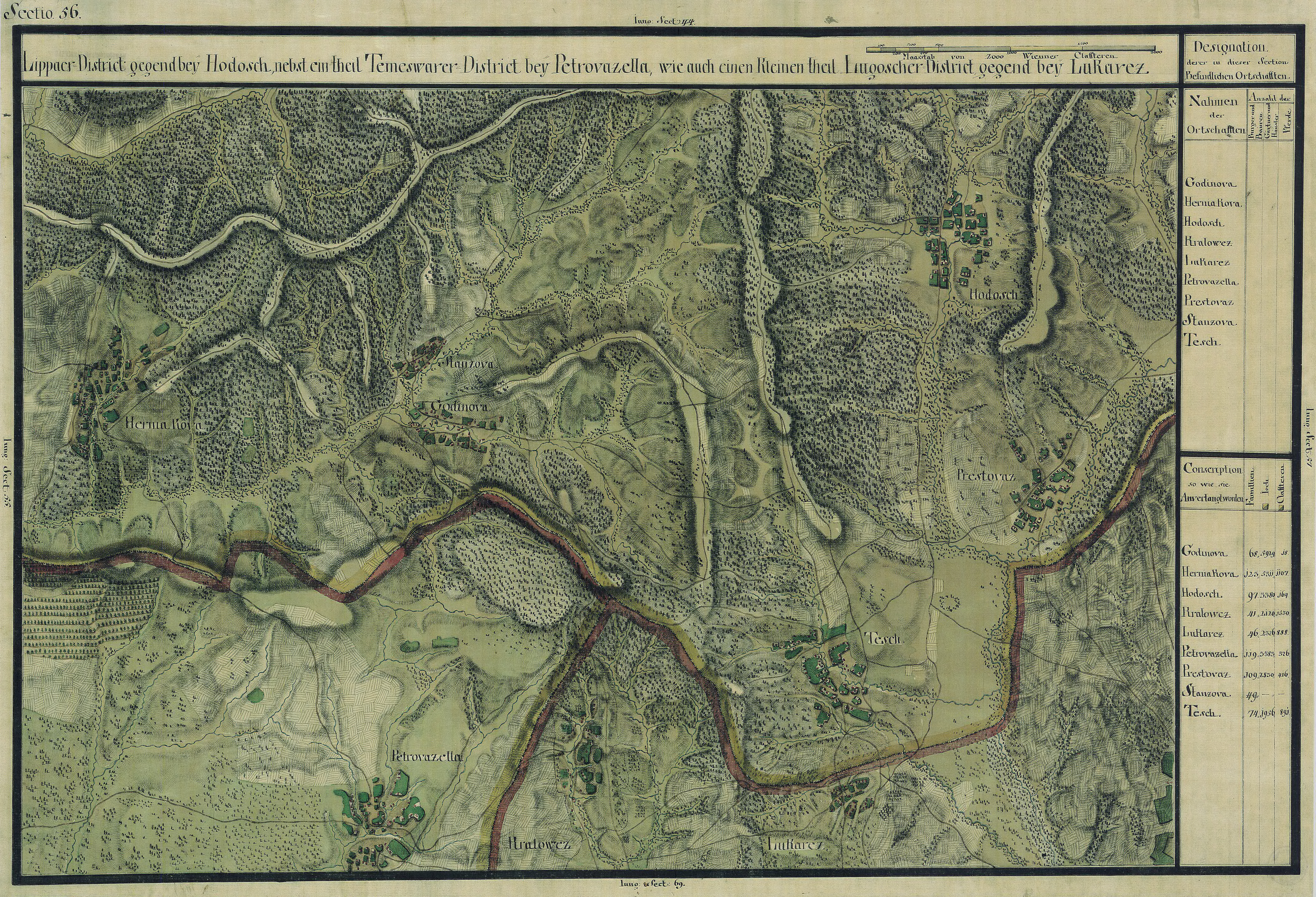
Hodoş în Harta Iosefină a Banatului, 1769-72

## Vezi și
- Biserica de lemn din Hodoș